# ۹۸ (عدد)
۹۸ (نود و هشت) یک عدد طبیعی است که بعد از ۹۷ و قبل از ۹۹ قرار دارد.